# Grangulina
Grangulina is een geslacht van vlinders van de familie tandvlinders (Notodontidae).

## Soorten
- G. montana Kiriakoff, 1974
- G. sumatrana Kiriakoff, 1974